# Beti
Beti is een bestuurslaag in het regentschap Ogan Ilir van de provincie Zuid-Sumatra, Indonesië. Beti telt 789 inwoners (volkstelling 2010).